# Coptosperma somaliense
Coptosperma somaliense là một loài thực vật có hoa trong họ Thiến thảo. Loài này được Degreef mô tả khoa học đầu tiên năm 2001.